# Sciota (Illinois)
Sciota – wieś w Stanach Zjednoczonych, w stanie Illinois, w hrabstwie McDonough.